# 弯蒴杜鹃
弯蒴杜鹃（学名：Rhododendron henryi）为杜鹃花科杜鹃花属下的一个种。

## 扩展阅读
- 維基物種上的相關：弯蒴杜鹃